# ANNM
ANNM (Ammonium nitrate/Nitromethane) je trhavina, která vyniká svou poměrně velkou sílou. Jedná se o směs dusičnanu amonného a nitrometanu. Dělá se v různých poměrech, obvyklý je 60:40, často však kvůli vysoké ceně nitromethanu je jeho zastoupení nízké. Tato trhavina se musí skladovat ve vzduchotěsných obalech, protože dusičnan amonný je silně hygroskopický a nitromethan je zase velmi těkavý. Vzhledem ke snadnosti výroby (dusičnan amonný je hnojivo, nitromethan je modelářské palivo) je tato trhavina často vyráběna amatéry. Pro amatérské účely je plusem to, že ANNM lze odpálit pouhou rozbuškou číslo 8, nebo dokonce číslo 6 (což je mnohem snadnější oproti směsím typu DAP/ANFO). RE faktor ANNM se pohybuje někde pod číslem 1 (je trochu slabší než TNT). Pravděpodobně směs podobná ANNM byla použita v atentátu v Oklahoma City.

## ANNMAl
ANNMAl je podobná trhavina jako ANNM, jen je tam přidaný práškový hliník, který zvyšuje citlivost a brisanci. Dalším plusem je snížení ceny oproti ANNM, které obsahuje hodně drahého nitromethanu. Jeden z možných poměrů je 70:24:6.

## PNNM/PNNMAl
Je to tatáž směs, rozdíl je pouze v tom, že dusičnan amonný je nahrazen dusičnanem draselným. Výhodou je nižší hygroskopičnost, nicméně síla je poněkud nižší než ANNM/ANNMAl.